# Santuario della Madonna della Visitazione
Il santuario della Madonna della Visitazione o della Madonna degli Angeli è un luogo di culto cattolico situato nella frazione di Gazzelli nel comune di Chiusanico, lungo la strada provinciale 29, in provincia di Imperia.
La principale festività si celebra il 2 luglio nella ricorrenza religiosa della Visitazione della Beata Vergine Maria.

## Storia e descrizione
Secondo la tradizione religiosa l'edificazione del santuario avvenne attorno al XVII secolo in seguito alla preservazione da un'epidemia della popolazione di Gazzelli. Il santuario fu ristrutturato nella seconda metà del XVIII secolo, presentandosi ad oggi con forma a pianta ellissoidale.
All'interno, sull'altare maggiore, è conservato un dipinto inizialmente attribuito al pittore Domenico Piola raffigurante Sant'Elisabetta che visita la Vergine - sostituito oggi da una copia - che altri studi sull'opera hanno poi stabilità la paternità della tela a Bartolomeo Biscaino.
Anticamente sul piazzale della chiesa era conservata, in una nicchia, una statua della Madonna della Misericordia, in seguito trafugata.
Durante le celebrazioni religiose del 2 luglio, all'inizio della novena, la venerata immagine della Madonna della Visitazione viene portata dal santuario alla locale chiesa parrocchiale di Sant'Andrea di Gazzelli e quindi riportata al santuario in processione.